# Papuadytes aubei
Papuadytes aubei là một loài bọ cánh cứng trong họ Bọ nước. Loài này được Montrouzier miêu tả khoa học năm 1860.